# アドミラル・マカロフ (フリゲート艦)
アドミラル・マカロフ（ロシア語: Адмира́л Мака́ров）は、ロシア海軍黒海艦隊の旗艦、アドミラル・グリゴロヴィチ級フリゲートの3番艦。日露戦争でロシア太平洋艦隊司令長官を務めたマカロフ提督の名を持つ。母港はセヴァストポリ。
2012年2月よりカリーニングラードのヤンター造船所で製造され、2017年12月25日に就役した。 

## 艦歴
2018年7月にサンクトペテルブルクで開催されたロシア海軍のパレードに参加。2018年8月18日にはバルト海から黒海に向けて出航し、8月21日にイギリス海峡を通過、10月初旬にセヴァストポリの基地に到着した。その処女航海中、航行の申請にて事前許可を得た航路を遺脱し、英ポーツマスから米フロリダ州に向けてやはり処女航海開始直後の英航空母艦・HMSクイーン・エリザベスにイギリス海峡で目視される距離にまで接近した。11月5日、ロシア海軍の黒海艦隊の報道官はアドミラル・マカロフがセヴァストポリを離れ、ロシア海軍の地中海東岸グループに加わるとを発表した。
2022年、アドミラル・グリゴロヴィチ、アドミラル・エッセンとともにウクライナ侵攻に参加した。同年5月5日、ウクライナのR-360ネプチューン対艦巡航ミサイルによって損傷または沈没したという情報がウクライナメディアから報じられたが、のちに否定されている（後述）。
なお、ミサイル巡洋艦モスクワを喪失したロシアの黒海艦隊の新しい旗艦にはアドミラル・マカロフが就役したとみられている。

### 火災の報道
2022年5月6日、黒海でアドミラル・マカロフが火災を起こしたと報道されたが、一部では撃沈したとしている。複数のメディアによって、オデーサのニュースサイト「ドゥムスカヤ」(Dumskaya, Думская)が、ウクライナ軍のネプチューン対艦ミサイルで同艦が攻撃され、ロシア軍が船の乗組員を救助するためにヘリコプターを送ったと主張していると報じていた。
しかしウクライナ大統領府のオレクシー・アレストビッチ顧問は、「ウクライナ軍によって同艦が撃破されたのか否かの信頼できる情報が今のところない」と述べており、ロシア大統領府のドミトリー・ペスコフ報道官も「我々はそのような情報は持ち合わせていない」としている。5月9日にはアドミラル・マカロフが海上を航行している姿が目撃されている。

### その後の黒海での行動
同年10月29日、セヴァストポリ沖を掃海艇と共に航行中、USV（無人艇）9機から攻撃を受けた。艦載ヘリコプターや主砲などを用いてこれを迎撃した。この戦闘での損害は不明。
2023年9月15日に、アドミラル　マカロフが前後をタグボートで曳航されている衛星写真がTelegramに掲載されており、現時点では自力航海が不能とみられる。